# Storks (sportvereniging)
Storks is een Nederlandse honkbal- en softbalvereniging uit Den Haag.

## Vereniging
De Storks spelen in Den Haag en hebben teams bij zowel herenhonkbal, damessoftbal en herensoftbal in de hoogste regionen. Hoewel in de jaren zeventig en tachtig de focus op honkbal lag en de vereniging in de hoofdklasse uitkwam, is die later verschoven naar het softbal. De vereniging heeft inmiddels vele titels gewonnen in het herensoftbal terwijl de damessoftballers en herenhonkballers momenteel uitkomen in wat lagere klassen. De velden en het clubhuis bevinden zich aan het Schapenatjesduin te Kijkduin aan de Machiel Vrijenhoeklaan tegenover de Hoek van Hollandlaan in Den Haag.
Dit jaar, in 2012, viert Storks haar 60-jarig jubileum. De vereniging duidelijk in opmars. Honkbal heren werd in 2011 kampioen evenals de dames softballers 4. Daarnaast speelden 15 van de 23 teams in de top 3 van de competitie mee. Heren Softbal 1 heeft de Europacup bereikt.
Voor seizoen 2012 start Storks met 25 teams in de competitie waaronder Dameshonkbal team. Zij gaan spelen in de 5e klasse bij de heren. Daarnaast zal Storks in 2012 een G honkbalteam gaan oprichten. Ook heeft de KNBSB de landelijke BEEBALL dag Rookies toegewezen aan Storks.

## Geschiedenis
De vereniging werd opgericht in Den Haag op 15 januari 1952 en speelde aanvankelijk op de bijvelden van het sportcomplex aan de Van Vredenburchweg in Rijswijk. In 1956 zijn er drie herenhonkbalteams en wordt er een softbalafdeling opgericht. Het eerste honkbalteam promoveert in 1959 naar de tweede klasse en speelt zijn wedstrijden op de voetbalvelden van VCS aan de Dedemsvaartweg.In 1961 gaat speler Bobo Echobardo als international met de nationale honkbalploeg mee naar Amerika en in dat jaar promoveert zijn team naar de eerste klasse en In 1965 verhuist de vereniging naar het complex Escamp III dat gedeeld moet worden met de vereniging ADO. In 1965 is de club de vijfde vereniging van Nederland maar verliest het eerste honkbalteam de promotie naar de hoofdklasse van HCAW. Wel wordt speler Roy van den Dungen Gronovius opgenomen in het Nederlands team. In 1967 komt door een fusie van twee andere verenigingen er een plaats vrij in de hoofdklasse honkbal en speelt het team een aantal jaren in de hoofdklasse mee. Voor het Nederlands team levert de vereniging in 1969 de spelers Rudy Dom, Ron Renooy, Ton de Jager en Roy van der Dungen Gronovius. In 1970 voegen de internationals Simon Arrindell en Hudson John zich bij de club. In 1971 heeft de vereniging vijf seniorenteams honkbal, vier jeugdteams en twee softbalteams. Win Remmerswaal versterkt de honkballers. Een jaar later slaat Hudson John in de competitie 16 homeruns maar degradeert het eerste damessoftbalteam van de hoofdklasse naar de eerste klasse. In 1973 wordt ook een herensoftbalteam gevormd en degradeert het eerste honkbalteam naar de eerste klasse. Een jaar erna is men weer terug in de hoofdklasse en handhaaft het eerste softbaldamesteam zich in de eerste klasse. In 1975 krijgt de vereniging een nieuw veld en een eigen clubgebouw. In 1976 begint men met een peanutballteam en een interregioteam. In 1978 vindt de eerste interland plaats op het Storks-veld. Het Nederlands softbalteam speelt tegen wereldkampioen USA. Bill Sheridan, belangrijke werper van het eerste team, vertrekt naar zijn geboorteland. In 1979 worden de pupillen honkbal, adspiranten honkbal, junioren honkbal, adspiranten softbal en junioren softbal kampioen. In 1983 wordt het junioren-honkbalteam kampioen van Nederland. Jeroen Kwakernaak ontvangt van de KNBSB de Roel de Mon-prijs als de meest veelbelovende juniorenwerper van Nederland. In 1989 promoveert het eerste herenhonkbalteam terug naar de eerste klasse na eerdere degradatie uit hoofdklasse en eerste klasse. Een jaar later wordt het team kampioen van de 1ste klasse A en speelt promotiewedstrijden tegen UVV die gewonnen worden. In 1991 verovert het eerste damessoftbalteam de Haagse beker na overwinningen op Laakwartier en Wassenaar. In 1992 degraderen de honkballers weer uit de overgangsklasse. Het herensoftbalteam wordt in 1993 derde in de eerste klasse en promoveert twee jaar later naar de hoofdklasse. Het damessoftbalteam handhaaft zich in 1994 in de hoofdklasse van district west. In 1996 winnen de herensoftballers de Cup der Lage Landen. In 1999 wordt softbalwerper Terrance Hibbert uit Nieuw-Zeeland van het eerste herenteam door de KNBSB uitgeroepen tot beste werper van de hoofdklasse. In 2000 wint het herensoftbalteam de Haagse Softbaldagen. Met gastspelers Terrance Hibbert en Glen Roff wordt in de finale het Nederlands team verslagen. Later dat jaar wordt herensoftbal net geen kampioen van Nederland. In de finale van de Holland Series wordt met 4-3 verloren van Thamen. De Deense werper van Storks, Martin Holmberg, wordt uitgeroepen tot beste werper in 2000. In 2001 wordt het eerste softbalhearenteam wel Nederlands kampioen. In 2002 winnen de herensoftballers het Europese kampioenschap in Chomotov, Tsjechië. Dames 1 wordt wederom kampioen en promoveert naar de landelijke eerste klasse. In 2005 worden de herensoftballers vijfde tijdens de Europese clubkampioenschappen in Italië. In 2004 worden de herenhonkballers kampioen van de tweede klasse en promoveren naar de eerste klasse. Een jaar later winnen de herensoftballers hun derde Nederlandse titel en worden daarna tweede tijdens de Europese kampioenschappen. De dames komen in 2006 uit in de eerste klasse softbal en de herensoftballers behalen dat jaar voor de vierde maal de Nederlandse titel en voor de tweede maal de Europese titel. De herenhonkballers blijven in de eerste klasse. In 2007 wordt bij de herensoftballers de vijfde landstitel gewonnen en wordt men tweede tijdens de daaropvolgende Europese kampioenschappen. In 2012 wordt het zestigjarig bestaan gevierd. Een jaar later roept de KNBSB de vereniging uit tot Vereniging van het jaar. In 2015 is het eerste herenhonkbalteam opgeklommen tot de overgangsklasse.

## Lijst van bekende oud-internationals

### Honkbal (heren)
- Simon Arrindell
- Peter van Bladeren
- Roy Blijden
- Ton Bodaan
- Rudy Dom
- Roy van den Dungen Gronovius
- Bobo Echobardo
- Lauwe Halkema
- Ton de Jager
- Fokke Jelsma
- Hudson John
- Robert John
- Geza Kovacs
- Jeroen Kwakernaak
- Peter Kwakernaak
- Roy Mulder
- Hitoshi Nakayama
- Win Remmerswaal
- Jerry Remmerswaal
- Ron Renooy
- Frank van Rest

### Softbal (heren)
- Mikel Buissink
- Jorrit Cloo
- Kenny Dame
- Joost Droog
- Todd Fleming
- Eugene Henson
- Ed Hoet
- Martin Holmberg (Deens international)
- Steven Ketting
- Marco Kruit
- Michel Kruit
- Geza Kovacs
- Roy Netten
- Greg Newton (Nieuw-Zeelands international)
- Glen Roff (Nieuw-Zeelands international)
- Edgar Schimmelpenningh
- Oscar Schuiling
- Lloyd Todman
- Tim Verbrugge
- Robert van der Vlist
- Bart Vanderveken (Belgisch international)
- Erwin Visser

### Softbal (dames)
- Laura van den Berg
- Conny Capriles
- Jolanda Droog
- Esmée Groeneveld
- Mary Ann Hatt
- Sylvia Jansen-de Groot
- Sandy van Koert
- Marjolein Paul
- Nicole Posno
- Mia Spaargaren-Vogel
- Yildiz Veugelers
- Andrea Winkler